# CryptoKitties
CryptoKitties est un jeu en ligne et DApp qui permet aux joueurs d'acheter et de vendre ainsi que de collecter et d'élever différents types de chats virtuels. Il utilise la blockchain Ethereum, et les chats virtuels sont négociés en échange d'Ether la crypto-monnaie native de la blockchain Ethereum. Le jeu est de la société canadienne Axiom Zen ou Animoca Brands et peut être joué depuis le 28 novembre 2017.

## Historique
Le jeu vidéo de CryptoKitties est le premier à être développé sur la blockchain Ethereum à connaître un succès important,,.
Le tout premier chat généré a été vendu pour 246 ETH, soit 117 712 $ au moment de la vente. En mai 2018, l'un des chats virtuels du chat est acheté aux enchères pour 140 000 $ par Igor Barinov.
Les smart contracts du jeu CryptoKitties ont été les plus utilisés sur Ethereum durant les semaines suivant sa sortie, accumulant plus de 15 % de toutes les transactions du réseau Ethereum et conduisant à une congestion et à une augmentation des prix des transactions.
Le succès du jeu a ensuite décliné, de même que celui des NFT en général.